# 성낙주
성낙주(1954~2020). 1995년, 소설가로 등단하여 석굴암 전문가로 이름을 알렸다. 중고등학교에서 국어를 가르치면서  역사 소설을 썼고, 우리 문화유산의 가치를 연구했다. 석굴암, 에밀레종을 창조적으로 해석한 단행본과 논문을 펴냈다. 2015년, 제12회 신일스승상을 받았다.
- 동국대학교 국어국문학과 졸업(1982.2)
- 대원고등학교 국어교사 부임(1982.3)
- 전교조 활동으로 해직(1989.8)
- 창동중학교 복직(1994.3), 노원중, 중계중
- 온곡중학교에서 정년퇴직(2016. 2)
- 석굴암미학연구소장

저서
1995 『차크라바르틴』 (살림)
1997 『왕은 없다』 (들녘)
1999 『석굴암, 그 이념과 미학』 (개마고원)
2003 『아수라의 눈물』, 『시간 위에 지은 집』 (창조문화)
2008 『에밀레 종의 비밀』 (푸른역사)
2009 『석굴암 백 년의 빛』 (동국대학교출판부)
2014 『석굴암, 법정에 서다』 (불광출판사)

1995년 첫 작품으로 장편소설 <차크라바르틴>을 발표했다. 신적인 부처가 아닌 인간의 아픔과 고뇌를 지닌 부처를 그린 이 작품으로 제1회 상상문학상을 수상했다. 두 번째 소설은 양녕대군의 꿈과 좌절을 그려낸 장편 <왕은 없다>였다. 이후 우리 문화재를 소재로 한 어른 동화 10편을 써서 <아수라의 눈물>, <시간 위의 집>에 5편씩 나눠 출간했다. 석굴암, 첨성대, 부석사, 고려상감청자운학문매병, 성덕대왕신종, 석가탑과 다보탑, 분황사, 세한도, 서산마애삼존불, 황룡사 구층탑을 소재로 소설집이다.

논문
2001 귀납추리에 의한 석굴암과 불국사 관련 문헌사료의 연구
2006 20세기 초 사진 텍스트 분석을 통한 석굴암 건축구조 해석
2006 에밀레종 전설 연구사 비판
2006 에밀레종 전설의 정치학적 독해
2006 신라종 양식의 용종기원설 비판
2007 신라종 양식의 기호학적 해석